# 本埜村
本埜村（もとのむら）は、千葉県印旛地域、印旛郡にあった村。

## 概要
都心から50km圏にもかかわらず、水と緑に恵まれた豊かな土地が広がり、毎年冬には越冬のために800羽を越す白鳥が飛来する。
以前は農業を主な産業としていたが、1990年代後半より村西部の千葉ニュータウン（滝野地区）の開発によって人口が激増した。また成田空港が近いこともあり、2000年代以降国道464号沿道に企業の研究所や物流センターの進出が目立つなど開発が進んだが、農村と都市が共存する街づくりが行われていた。

## 地形
- 千葉県北西部に位置し、成田市・印西市・栄町・印旛村と隣接する。
- 東側には印旛沼および広大な水田地帯、西側には北総台地が広がる。

### 村内の河川・湖沼
- 印旛沼
- 長門川
- 将監川
- 亀成川

### 隣接する自治体
- 印西市
- 成田市
- 印旛郡
  - 栄町
  - 印旛村

## 沿革
- 1913年（大正2年）4月1日：本郷村、埜原村が合併して成立[1]。
- 1997年（平成9年）3月：千葉ニュータウンの一部として開発された滝野地区が街びらき。ベッドタウン化が進む。
- 2010年（平成22年）：3月23日 印西市に編入合併され、廃止。

## 行政
- 村長 - 五十嵐勇（四期目、2010年2月8日〜2010年3月22日）

歴代村長
- 岩井泰一（初代：任期不明）
- 荻原栄一（1970年4月20日〜1986年4月19日）
- 眞島八十八（1986年4月20日〜1998年4月19日）
- 五十嵐勇（1998年4月20日〜2006年4月19日）
- 小川利彦（2006年4月20日〜2009年12月27日）
- 小川孝之（2009年12月28日〜2010年2月7日 村長職務代理者　総務課参事）
- 五十嵐勇（2010年2月8日〜2010年3月22日）

## 市町村合併
印西市・白井市・印旛村・本埜村の2市2村の合併が検討され、2003年4月1日には「印西市・白井市・印旛村・本埜村合併協議会」が設立されていたが、2004年7月の白井市で行われた住民投票で反対票が過半数をしめ、合併計画は白紙となった。詳細は、北総市を参照。
2006年、小川利彦が印西市・印旛村との合併推進を公約に掲げて村長選挙に出馬し、初当選。
印西市・印旛村・本埜村の1市2村の枠組みで、市町村の合併の特例等に関する法律（新合併特例法）の期限である2010年3月末までの合併に関する話合いを行うために、2008年10月に印西市・印旛村・本埜村合併問題懇談会が、2009年1月9日には合併協議会が設置された。
合併の期日は2010年（平成22年）3月23日、合併方式は印西市に印旛村・本埜村を編入する編入合併、新市の名称については「印西市」とすることで、合併申請が行われ、2010年3月5日総務省告示第73号で合併が決定した。

### 合併に至るまでの経緯
上述の合併合意後に、小川利彦前村長が「現時点で合併の必要を感じていない」などと発言し、実現性が不透明な状態となった。
その結果、小川は当初は合併推進を掲げて当選していたことなどから、公約違反などとして村議会と対立。村議会が2009年10月に村長不信任を決議すると、小川はこれに対抗して議会を解散。同年11月23日の出直し村議選では、定数8名のうち反村長派7名が当選した。その後、村議らは地方自治法に基づき議会の招集を求めたが、小川がこれを拒否。現職村長が法律に反する異常事態に行政は混乱した。この状況を受けて住民が小川の解職請求を行い、12月27日の住民投票（投票率60.98%）では9割弱の賛成多数となり、小川の失職が決定した。
小川の失職を受け、本埜村（村長職務代理者）と印西市・印旛村は県に合併申請を行った。
一方、法律に基づく小川の失職により、2010年2月2日に出直し村長選挙が告示、2月7日に投開票が行われることが決定した。3月23日に上記の合併が実施されるため、新村長の任期は43日間である。小川の失職が実現したことで、この村に行政に関する目立った争点は存在せず、小川を失職させた村民は、「何を基準に投票すればいいのか」「税金の無駄」と発言。村議は「選挙をやる意味があるのか」「村長の職務代理者を置く現状のまま合併すべきだ」と不法対応を主張した。
出直し選挙には失職した小川は出馬せず、元村長の五十嵐勇が当選。投票率は55.52%と村長選では異例の低さであった。
以上のことから、
- 出直し村議選で約360万円
- リコールの住民投票で約400万円
- 出直し村長選で約300万円

と、3ヶ月足らずのうちに1,000万円を超える税金が本埜村選挙のためだけに費やされた。
新村長の五十嵐は「本埜村民の名誉を回復させる」と標榜。43日間の村政のために7つの公約を掲げ、これにより予定通り合併が行われた。

## 姉妹都市
- 北海道北竜町
  - 1893年（明治26年）、村出身の吉植庄一郎が開拓を始めた関係により姉妹都市となった。合併前には小学校同士の交流などが行われていた。

## 教育

### 小学校
- 本埜村立本埜第一小学校
- 本埜村立本埜第二小学校
- 本埜村立滝野小学校

### 中学校
- 本埜村立本埜中学校
- 本埜村立滝野中学校

## 交通
村内に鉄道は通っているものの駅はなく、バスも本数が少ないため車社会の傾向が強い。また、千葉ニュータウンに位置する印西牧の原駅周辺（滝野地区）では、ベッドタウン化により都心方面への通勤客も多い。

### 道路
国道
国道356号
国道464号

### 鉄道
南部には北総鉄道北総線・北部にはJR成田線（我孫子支線）が通るが、駅はない。
- 村の中心へは小林駅（成田線・印西市）が最も近い。
- 他にも安食駅、下総松崎駅、印西牧の原駅、印旛日本医大駅がそれぞれ最寄の地域がある。

## 観光
- 龍腹寺（天台宗）
  - その昔、大干ばつに際し竜神が我が身を3分して雨を降らせたとき、腹の部分がこの地に落ちた為、村人が竜の冥福を祈って建立したと伝えられている。ちなみに、竜の角の部分は龍角寺（印旛郡栄町）に落ち、竜の尾の部分は、龍尾寺（匝瑳市）に落ちたとされる。龍が三つに斬られた他の伝聞として、神の言い付けに逆らい農民の為雨を降らせた為、それに怒った神が竜の体を三つに斬った。という説がある。
- 押付の水塚
  - 水塚は、かつて暴れ沼と言われた印旛沼の洪水から、人命や家財を守るため平地より土地を高く盛り家や蔵を建てた物の名称で埜原地区や、栄町の布鎌地区などに多く残っている。この押付の荒井家の水塚は、その中においても高さ、堅牢ささ、豪華さで群を抜いて立派なものであり、県指定・有形民俗文化財に指定されている。
- 栄福寺薬師堂
  - 1472年（文明4年）に建立されたと言われ、建造物としては千葉県最古といわれる。堂内は赤や青など鮮やかな色で飾られており、国の重要文化財に指定されている。

## 旧村是
大正3年1月3日制定。
1. 農作法ヲ改良シテ其産額ヲ増加スル事
2. 餘業ノ種類ヲ撰擇シテ之ガ普及ニ勉ムル事
3. 共同販賣売買ヲ爲ス事
4. 基本財産の増殖ヲ圖ル事
5. 勤倹貯蓄ヲ奬励スル事

## 村歌
1. 千葉の縣（あがた）の北の方（かた）　音に聞こゑし印旛沼　因みも深き印旛郡　其名も高き本埜村
2. そも我が村の沿革（なりたち）は　明治の二十二年頃　本郷埜原のニヶ村が　組合村治（そんぢ）を起こしつゝ
3. 二十四年の年月を　互いに肝膽相照し　人も羨む鴛鴦の　只夢の間ま過ぎにけり

12仮名ずつ正確なリズムを刻む。村歌（そんか）は21番まであるが省略。